# علی اکبر محلوجی
علی‌اکبر محلوجی (تولد بهمن ۱۲۹۲) رئیس اتاق بازرگانی، صنایع و معادن تهران، نایب‌رئیس اتاق بازرگانی، صنایع و معادن تهران، کارخانه‌دار، عضو هیئت‌مدیره بانک بین‌المللی ایران و ژاپن.

## کودکی و تحصیلات
علی‌اکبر محلوجی فرزند محمدجعفر در تهران متولد شد. تحصیلات ابتدایی را در مدرسه سلطانی و تحصیلات متوسطه را در مدرسه شرف گذراند. سپس وارد مدرسه عالی تجارت شد. با اتمام تحصیلات دوره متوسطه، در رشته حقوق و اقتصاد از دانشکده حقوق لیسانس گرفت و بعد از آن برای ادامه تحصیل در مقطع فوق‌لیسانس به لوزان سوئیس رفت و در آنجا در رشته اقتصاد به ادامه تحصیل پرداخت. بعد از بازگشت به ایران و گذراندن دوره خدمت سربازی از سال ۱۳۲۱ به مدت سه سال مدیرعامل شرکت نسبی محمد جعفر محلوجی و شرکا بود. پس از آن دو سال ریاست شعبه این شرکت در نیویورک را به عهده گرفت.

## فعالیت‌ها
محلوجی در سال ۱۳۲۶ به ایران بازگشت و فعالیت تجاری خود را آغاز کرد. او در این زمان شرکت سهامی بازرگانی و فنی آفتاب شرق را تأسیس کرد که نمایندگی دوازده کارخانه بزرگ آلمانی سازنده ماشین‌آلات سنگین را برعهده داشت. در سال ۱۳۳۵ محلوجی به عضویت هیئت‌مدیره سه شرکت صنعتی به نام‌های شرکت سهامی دیزل مان، شرکت سهامی مان اسپر و شرکت سهامی فروتکس درآمد.
او به همراه قاسم لاجوردی شرکت مستقلی به نام شرکت سهامی تجارتی ایران تشکیل داد.
محلوجی عضو هیئت‌مدیره شرکت سهامی بازرگانی وفنی آفتاب شرق، شرکت سهامی الیاف، شرکت مقاطعه‌کاری مثلث و بانک بین‌المللی ایران و ژاپن بود.

## اتاق بازرگانی، صنایع و معادن تهران
علی‌اکبر محلوجی در انتخابات دوره ششم اتاق بازرگانی تهران به تاریخ ۲۹ بهمن ۱۳۳۶، با ۶۹۴ رأی به عضویت اتاق درآمد. محلوجی در دوره هفتم (دی ۱۳۳۹) انتخابات اتاق بازرگانی تهران نیز به اتاق راه یافت. وی در سال ۱۳۴۱ به عضویت کمیته اجرایی اتاق بازرگانی بین‌المللی درآمد و به‌عنوان نایب‌رئیس کمیته انتخاب شد.
محلوجی چندین دوره نایب‌رئیس اتاق بازرگانی، صنایع و معادن تهران شده‌است. در بیستم اسفند ۱۳۴۹ نخستین انتخابات اتاق بازرگانی و صنایع و معادن ایران شعبه تهران انجام شد و علی‌اکبر محلوجی به ریاست اتاق بازرگانی و صنایع و معادن تهران رسید. و دوره ۱۳۴۹–۱۳۵۳ ریاست اتاق بازرگانی، صنایع و معادن تهران برعهده وی بود.

## یادداشت
1. ↑  در ۲۳ اسفند ۱۳۴۸ دو اتاق صنایع و معادن ایران و اتاق بازرگانی تهران در هم ادغام شدند و اتاق جدیدی به نام اتاق بازرگانی و صنایع و معادن تهران تشکیل شد و به موجب این لایحه ادغام اتاق‌های بازرگانی، و صنایع و معادن شهرستان‌ها به صورت شعبه‌ای از اتاق بازرگانی و صنایع و معادن تهران درآمدند.